# Tam Sơn (phường)
Tam Sơn là một phường thuộc tỉnh Bắc Ninh, Việt Nam.

## Địa lý
Phường Tam Sơn nằm ở phía bắc thành phố Từ Sơn, có vị trí địa lý:
- Phía đông giáp xã Tiên Du
- Phía tây giáp các phường Phù Khê và Đồng Nguyên
- Phía nam giáp xã Đại Đồng
- Phía bắc giáp các xã Yên Phong và Văn Môn.

Phường Tam Sơn có diện tích 14,11 km², dân số 28.562 người, mật độ dân số đạt 2.024 người/km².

## Lịch sử
Tam Sơn là vùng quê hình thành từ lâu đời của đất Kinh Bắc. Sách Đại Nam nhất thống chí có ghi: "Núi Tam Sơn ở cách huyện Đông Ngàn 10 dặm về phía tây bắc, giữa đồng nổi lên ba ngọn núi hình như chuỗi hạt châu. Xã Tam Sơn nhân tên núi mà đặt". Xã Tam Sơn nổi tiếng với truyền thống khoa bảng, hiếu học. Đây là nơi duy nhất trong cả nước có đủ tam khôi trạng nguyên, bảng nhãn, thám hoa và 22 vị đỗ đại khoa.
Ngày 12 tháng 1 năm 2021, Ủy ban Thường vụ Quốc hội ban hành Nghị quyết 1191/NQ-UBTVQH14 về việc thành lập các phường thuộc thị xã Từ Sơn (nghị quyết có hiệu lực từ ngày 1 tháng 2 năm 2021). Theo đó, thành lập phường Tam Sơn trên cơ sở toàn bộ 8,45 km² diện tích tự nhiên và 16.279 người của xã Tam Sơn.
Ngày 1 tháng 11 năm 2021, thành lập thành phố Từ Sơn trên cơ sở toàn bộ diện tích và dân số của thị xã Từ Sơn, phường Tam Sơn thuộc thành phố Từ Sơn như hiện nay.
Ngày 16 tháng 6 năm 2025, Ủy ban Thường vụ Quốc hội ban hành Nghị quyết số 1658/NQ-UBTVQH15 của UBTVQH về việc sắp xếp các đơn vị hành chính cấp xã của tỉnh Bắc Ninh năm 2025. Theo đó, sắp xếp toàn bộ diện tích tự nhiên, quy mô dân số của phường Tương Giang và phường Tam Sơn thành phường mới có tên gọi là phường Tam Sơn.

## Địa chỉ trụ sở các cơ quan
- Trụ sở UBND phường: Số 6, đường Tương Giang, khu phố Tiêu Long, phường Tam Sơn
- Trung tâm phục vụ hành chính công: Số 6, đường Tương Giang, khu phố Tiêu Long, phường Tam Sơn
- Công an phường
  - Cơ sở 1: Số 6, đường Tương Giang, khu phố Tiêu Long, phường Tam Sơn
  - Cơ sở 2: Đường Nghìn Việc Tốt, khu phố Tam Sơn, phường Tam Sơn

## Danh nhân
- Ngô Gia Tự
- Nguyễn Quán Quang
- Ngô Miễn Thiệu
- Vũ Viết Hiền